# Sala limpa

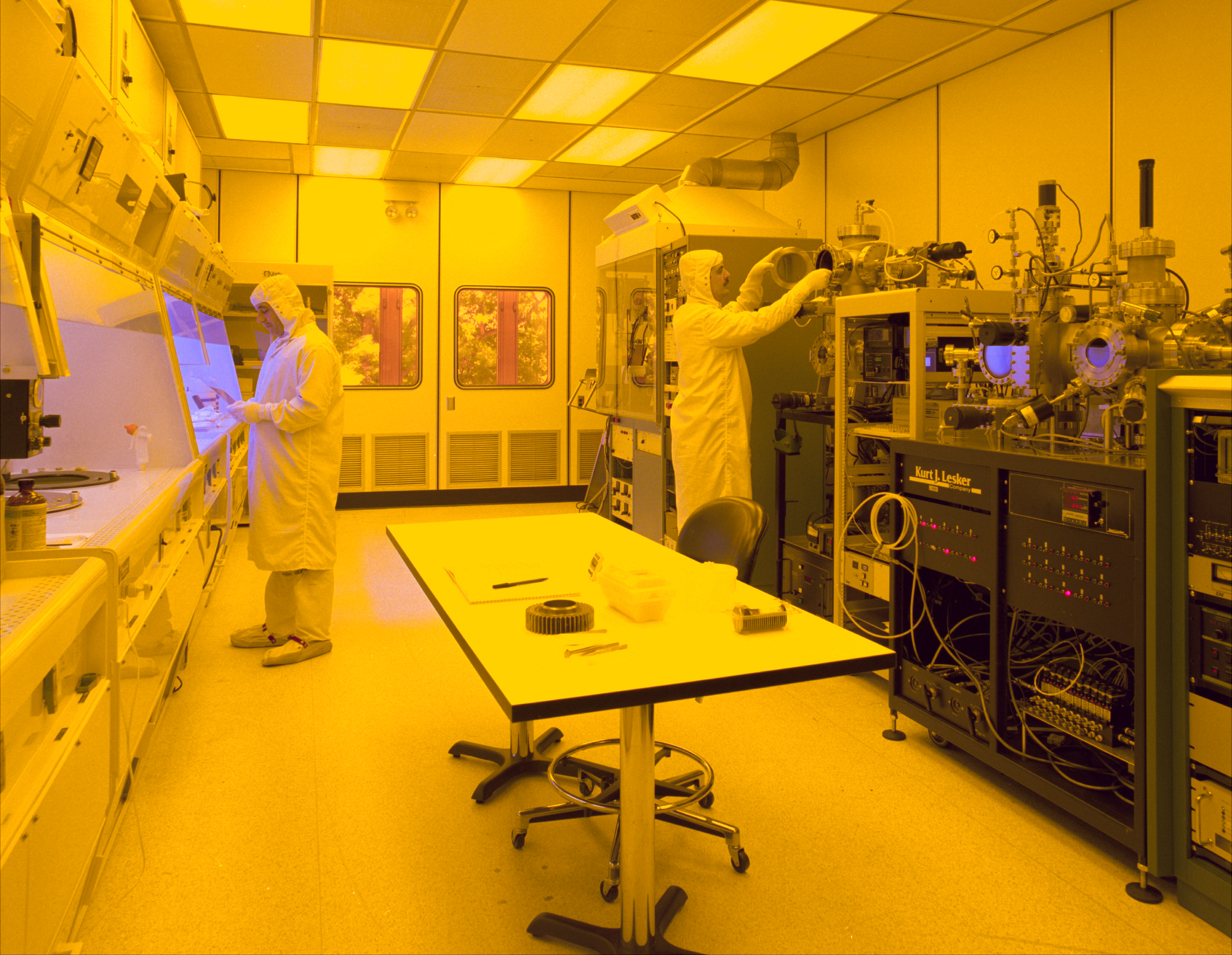
Sala limpa da NASA, em Cleveland

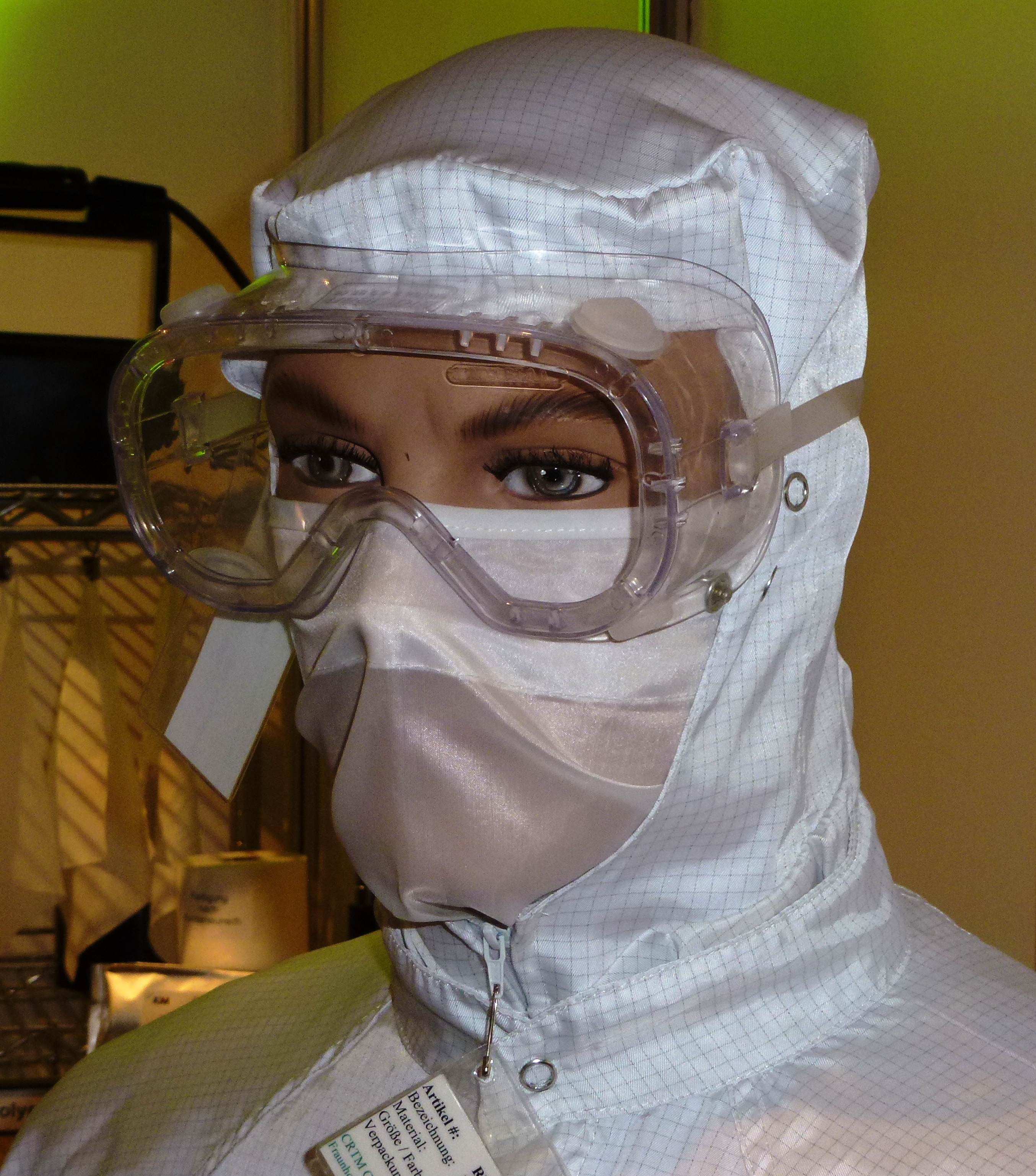
Vestimenta típica para operações em salas limpas.

Sala limpa (em inglês "Clean rooms"), é um ambiente controlado utilizado para testes ou manufatura de produtos onde a contaminação por partículas presentes no ar interfere no resultado. Necessário em laboratórios químicos, laboratórios que produzem remédios, fabricação de satélites espaciais, salas de operação, entre outros.
É um local onde se consegue quantificar e mensurar o tamanho das partículas em suspensão. Com um bom sistema de ar condicionado isso pode ser realizado com a existência de fluxo de ar turbulento e filtros absolutos HEPA, com eficiência de 99,93%. Existem três objetivos principais na utilização de condicionamento de ar para salas limpas: manter a temperatura estável, controlar o nível de umidade e garantir a qualidade do ar com filtros.

## Principais controles de fluxo de ar em Sala Limpa
|  |  |